# Désiré Ferry
Pour les articles homonymes, voir Ferry.
Désiré Ferry, né le 26 octobre 1886 à Metz (Empire allemand) et mort le 11 janvier 1940 à Piennes (Meurthe-et-Moselle), est un homme politique français, ministre de la IIIe République, en 1924 et 1930, et notamment le premier ministre de la Santé sans autre secrétariat dans un gouvernement. 

## Biographie
Désiré Ferry naît à Metz en Moselle, le 26 octobre 1886. Metz est alors une ville allemande, depuis son annexion à l'Empire allemand. Il choisit de vivre en France. 
Il fait ses études au collège de Pont-à-Mousson puis au lycée de Nancy. Il suit les cours de la faculté des Sciences, des Lettres et de Droit de Nancy. Il sort licencié en droit puis docteur en 1911 avec pour thèse le contrôle financier du Parlement, et s'inscrit au barreau de Paris sans y plaider. Il fait partie du cercle des étudiants catholiques du Luxembourg et suit à Paris les cours du Collège des Hautes Études Sociales, de l'École libre des sciences politiques, présentant un travail sur l'essor économique de la Lorraine. Il effectue alors de nombreux voyages en Italie, en Allemagne, en Autriche, dans les Balkans et en Europe centrale et publiant en 1910 ses impressions sur les indépendantistes tchèques.
Il commence une carrière de journaliste, collaborant à des feuilles régionales : Le Messager d'Alsace et de Lorraine, Les Marches de l'Est, Le Pays lorrain, le quotidien L'Est républicain. Il devient le secrétaire du député de Nancy Louis Marin, l'aidant lors de ses campagnes électorales en 1910 et 1914, l'hébergeant lorsque celui-ci se rend à Pont-à-Mousson. Avec lui, il participe en 1910 à la tentative d'éviction du rédacteur en chef de L'Est républicain, Léon Goulette. Tentative qui se solde par un duel entre ce dernier et Ferry.
Il anime plusieurs groupements d'étudiants à Paris, dont l'Union des étudiants républicains de Paris (liée à la Fédération républicaine), qu'il préside de 1912 à 1914. Il commence alors à collaborer aux quotidiens parisiens Le Matin et L'Écho de Paris où, s'étant rendu compte sur place de la gravité de la menace allemande, il fait campagne pour le rétablissement du service militaire de trois ans. Il participe en 1911 avec les étudiants contre la cession du Congo à l'Allemagne mais aussi à des actions contre des groupes anarchistes. Il organise aussi la création de la Ligue des Jeunes amis de l'Alsace-Lorraine.
Il épouse, en janvier 1914, Marguerite Beaupère. Louis Marin  est l'un de ses témoins. La même année, il intègre le Comité directeur de la Ligue des Patriotes.
Lieutenant de réserve au 26e bataillon de chasseurs à pied à la déclaration de guerre, D. Ferry fait avec éclat toutes les campagnes de 1914 à 1918, blessé grièvement trois fois dont deux fois en 1915, trois fois cité, dont deux fois à l'ordre de la division en 1915. Il obtient donc la Croix de Guerre 1914-1918 avec deux étoiles d'argent, la première le 22 juillet et la seconde le 6 octobre 1915. Il est promu capitaine le 1er mai 1917 et est décoré chevalier de la Légion d'Honneur le 21 avril 1917 obtenant aussi la Croix de Guerre 1914-1918 avec palme de bronze. 
Après l'armistice, Clemenceau lui confie, à la Présidence du Conseil, un service d'études juridique et administratif pour préparer un régime transitoire en Alsace et en Lorraine. Désiré Ferry se fait élire, le 15 novembre 1919, député de Meurthe-et-Moselle sur la liste d'Union Républicaine et d'Union Nationale dont les chefs de file sont Albert Lebrun et Louis Marin. Réélu sur la liste de Louis Marin le 11 mai 1924 et, au scrutin uninominal, dans la troisième circonscription de Nancy le 22 avril 1928 et le premier mai 1932. 
Pendant ces diverses législatures, il siège sur les bancs de l'Union républicaine et démocratique (URD), puis il s'éloigne de son ancien mentor Louis Marin en rejoignant d'abord les Indépendants en 1929, puis en 1932 le Centre républicain d'André Tardieu.
Il devient en 1920 vice-président  de la Ligue des patriotes et anime de nombreuses réunions de cette ligue dans l'entre-deux-guerres. 
Il a été désigné ministre de la Marine dans le Gouvernement Frédéric François-Marsal en juin 1924 mais il n'occupe cette fonction que quelques jours. Il est un peu plus longtemps, à partir du 2 mars 1930, ministre de la Santé publique dans le cabinet de Tardieu, nouveau portefeuille ministériel détaché du ministère du Travail et donc premier titulaire de la fonction.  
À Nancy, il devient propriétaire de l'hebdomadaire L'Impartial de l'Est qu'il dirige de 1926 jusqu'en 1939. À Paris, il est le directeur politique du quotidien La Liberté, du 28 avril 1933 au 16 mai 1937 après la chute de Camille Aymard lors de l'affaire Stavisky. Il dirige le Journal agricole entre 1938 et 1939.
Membre du conseil d'administration à partir de 1926 de l'Union nationale des officiers de réserve (UNOR), il en est élu à l'unanimité président en janvier 1930. Il est en outre à partir de 1934 vice-président de l'Union nationale de la défense aérienne. Il est promu Officier de la Légion d'honneur en 1935 en qualité de Chef de bataillon d'infanterie.
Il perd son mandat de député lors des élections législatives de 1936 dans lesquelles il est battu à 309 voix d'écart par Pierre-Olivier Lapie, candidat du Front populaire, membre de l'Union socialiste républicaine, le 3 mai 1936. 
Malgré ses blessures de la Première Guerre mondiale, Désiré Ferry, toujours président de l'UNOR, se fait mobiliser comme chef de bataillon de réserve au 128° Régiment d'Infanterie. Le 11 janvier 1940 à Piennes, en Meurthe-et-Moselle, sur la ligne Maginot, par un froid intense de -25°, il est frappé de congestion pulmonaire et, transporté à l'ambulance chirurgicale de son corps d'armée, il y décède quelques heures plus tard. Son nom est gravé au Panthéon dans la liste des « écrivains morts sous les drapeaux ».
Ministre, il remet la Légion d'honneur en 1930 à la ville de Pont-à-Mousson. Un tableau immortalise encore la scène dans le bureau du maire.

## Décorations
- Officier de la Légion d'honneur par décret du 25 décembre 1935 ; chevalier à titre militaire par décret du 1er avril 1917
- Croix de guerre 1914–1918 (3 citations, dont 1 à l'ordre de l'armée)
- Insigne des blessés militaires

## Sources
- « Désiré Ferry », dans le Dictionnaire des parlementaires français (1889-1940), sous la direction de Jean Jolly, PUF, 1960 [détail de l’édition]
- Jean El Gammal, François Roth et Jean-Claude Delbreil, Dictionnaire des Parlementaires lorrains de la Troisième République, Serpenoise, 2006 (ISBN 2-87692-620-2 et 978-2-87692-620-2, OCLC 85885906, lire en ligne), p. 149-150
- Marie-Odile Mergrac (dir.), « Les Ferry», collection Les dictionnaires patronymiques, Paris, édition Archives et Culture, 1er trimestre 1993,  (ISBN 2-909530-16-7).
- Dossier de la Légion d'honneur de Désiré François Ferry dans la base Léonore